# Zsikva
Zsikva (1890-ig Zsikava, szlovákul Žikava) község Szlovákiában, a Nyitrai kerület Aranyosmaróti járásában.

## Fekvése
Aranyosmaróttól 8 km-re északra fekszik.

## Története
A települést "Sikua" alakban 1075-ben a garamszentbenedeki bencés apátság alapítólevelében említik először. Később 1209-ben "Sichoua", 1293-ban "Sitva" néven szerepel a korabeli forrásokban. A garamszentbenedeki apátság birtokaihoz tartozott. 1388-tól a hrussói, később a nagytapolcsányi uradalom része volt. 1424-ben említik vámját is. 1536-ban 6 portája adózott. 1573-ban a török pusztításoknak esett áldozatul. 1601-ben 30 ház állt a faluban.
1715-ben 20 adózója volt. Lakói mezőgazdasággal, rákászattal foglalkoztak. Később főként mezőgazdasági idénymunkákat végeztek.
Vályi András szerint " ZSIKAVA. Tót falu Bars Várm. földes Ura Gr. Keglevics Uraság, lakosai katolikusok, fekszik Kis Tapolcsánynak szomszédságában, és annak filiája; határja jó."
Fényes Elek szerint " Zsikava, Bars m. tót falu, 335 kath. lak. F. u. gr. Keglevics. Ut. p. Verebély."
Bars vármegye monográfiája szerint "Zsikva, a Tribecs-hegyek nyúlványai alatt fekvő tót kisközség, 528 róm. kath. vallású lakossal. Hajdan Hrussó vár tartozéka volt és akkoriban Zykava alakban van említve. Mátyás király 1486-iki adománylevelében Sykawa néven említi. Később a kistapolcsányi uradalomhoz csatoltatott és a Keglevich család és Károly Lajos főherczeg után József főherczegé lett. 1573-ban a törökök a község lakosait felkonczolták. Korabinszky e községet 1786-ban Zikava néven említi és megjegyzi róla, hogy hajdan híres ráktenyésztése volt. Katholikus temploma 1780-ban épült. Ide tartozik Széplakmajor és Krászni s Piszki telep is. A község postája, távirója és vasúti állomása Kistapolcsány."
A trianoni békeszerződésig Bars vármegye Aranyosmaróti járásához tartozott.

## Népessége
| Év:            | 1994. | 2004.   | 2014.   | 2024.   |
| -------------- | ----- | ------- | ------- | ------- |
| Emberek száma: | 592   | 545     | 518     | 534     |
| Eltérés:       |       | -7,93 % | -4,95 % | +3,08 % |

| Év:            | 2023. | 2024. |
| -------------- | ----- | ----- |
| Emberek száma: | 534   | 534   |
| Eltérés:       |       | +0 %  |

1828-ban 47 házában 322 lakos élt.
1880-ban 432 lakosából 404 szlovák és 2 magyar anyanyelvű volt.
1890-ben 473 lakosából 452 szlovák és 12 magyar anyanyelvű volt.
1900-ban 528 lakosából 509 szlovák és 14 magyar anyanyelvű volt.
1910-ben 589 lakosából 535 szlovák, 53 magyar és 1 német anyanyelvű volt.
1921-ben 649 lakosából 647 csehszlovák és 2 magyar volt.
1930-ban 683 lakosából 679 csehszlovák volt.
1970-ben 787 lakosából 785 szlovák volt.
1980-ban 701 lakosából 693 szlovák volt.
1991-ben 614 lakosából 610 szlovák volt.
2001-ben 584 lakosából 569 szlovák volt.
2011-ben 514 lakosából 476 szlovák és 1 magyar.

## Neves személyek
- Itt született 1902-ben Dezider Anton Dubay nyelvész, bibliográfus.

## Nevezetességei
- Római katolikus temploma 1804-ben épült klasszicista stílusban, 1849-ben átépítették.